# Lars Wallentin
Lars Wallentin, född 17 februari 1943, är en svensk kardiolog och medicinsk forskare.
Wallentin disputerade 1976 vid Linköpings universitet, och är professor i hjärtsjukdomar vid Uppsala universitet.
Inom sin forskning har han tillsammans med sin forskargrupp bland annat beskrivit en kranskärlssjukdom som går under beteckningen unstable coronary artery disease, och utvecklat metoder för behandling och indikatorer för val av behandling mot sjukdomen.
Wallentin mottog Nordiska medicinpriset år 1998 och invaldes 2007 som ledamot av Kungliga Vetenskapsakademien.